# Premio Arthur C. Clarke
Il premio Arthur C. Clarke (Arthur C. Clarke Award) è un premio letterario britannico assegnato ogni anno al miglior romanzo di fantascienza pubblicato nel Regno Unito nell'anno precedente. Il premio è stato istituito nel 1987 grazie ad un fondo concesso dallo stesso Arthur C. Clarke.

## Albo d'oro
I vincitori sono indicati in grassetto, a seguire i finalisti.

### Anni 1987-1989
- 1987: Il racconto dell'ancella (The Handmaid's Tale) di Margaret Atwood [1]
  - Sfida al cielo (The Ragged Astronauts) di Bob Shaw
  - Eon di Greg Bear
  - Stars in my Pocket like Grains of Sand di Samuel R. Delany
  - Escape Plans di Gwyneth Jones
  - The Memory of Whiteness di Kim Stanley Robinson
  - Queen of the States di Josephine Saxton
  - Occhi verdi (Green Eyes) di Lucius Shepard
- 1988: Le torri dell'esilio (The Sea and Summer) di George Turner[2]
  - Fiasco di Stanisław Lem
  - Ancient of Days di Michael Bishop
  - Aegypt di John Crowley
  - Replay: una vita senza fine (Replay) di Ken Grimwood
  - Grainne di Keith Roberts
  - Ricordi di un uomo invisibile (Memoirs of an Invisible Man) di H.F. Saint
- 1989: Unquenchable Fire di Rachel Pollack[3]
  - L'impero della paura (Empire of Fear) di Brian Stableford
  - L'alternativa (Philip K. Dick is Dead, Alas) di Michael Bishop
  - Rumours of Spring di Richard Grant
  - Kairos di Gwyneth Jones
  - Settore Giada (Life During Wartime) di Lucius Shepard
  - Whores of Babylon di Ian Watson

### Anni 1990-1999
- 1990: The Child Garden di Geoff Ryman[4]
  - Il demone di mezzanotte (A Child Across the Sky) di Jonathan Carroll
  - Una maschera per il generale (A Mask for the General) di Lisa Goldstein
  - Desolation Road di Ian McDonald
  - Soldiers of Paradise di Paul Park
  - Ivory di Mike Resnick
  - Neverness di David Zindell
- 1991: Take Back Plenty di Colin Greenland[5]
  - Il tramonto degli dei (Rats & Gargoyles) di Mary Gentle
  - La guerra di Zakalwe (Use of Weapons) di Iain M. Banks
  - Red Spider, White di Web Mischa
  - L'addio orizzontale (Farewell Horizontal) di K. W. Jeter
  - La città, poco tempo dopo (The City, Not Long After) di Pat Murphy
- 1992: Sintetizzatori umani (Synners) di Pat Cadigan[6]
  - La stella dei precursori (Eternal Light) di Paul J. McAuley
  - Raft di Stephen Baxter
  - White Queen di Gwyneth Jones
  - Subterranean Gallery di Richard Paul Russo
  - Hyperion / La caduta di Hyperion (The Hyperion Cantos) di Dan Simmons
- 1993: Body of Glass di Marge Piercy[7]
  - Il rosso di Marte (Red Mars) di Kim Stanley Robinson
  - Hearts, Hands and Voices di Ian McDonald
  - Angelo meccanico (Destroying Angel) di Richard Paul Russo
  - Domani il mondo cambierà (Stations of the Tide) di Michael Swanwick
  - Correspondence di Sue Thomas
  - Lost Futures di Lisa Tuttle
  - L'anno del contagio (Doomsday Book) di Connie Willis
- 1994: Le piume di Vurt (Vurt) di Jeff Noon[8]
  - Un milione di porte (A Million Open Doors) di John Barnes
  - Ammonite di Nicola Griffith
  - Snow Crash di Neal Stephenson
  - Cuore d'acciaio (The Iron Dragon's Daughter) di Michael Swanwick
  - The Broken God di David Zindell
- 1995: Folli (Fools) di Pat Cadigan[9]
  - Sistema virtuale XV (Mother of Storms) di John Barnes
  - North Wind di Gwyneth Jones
  - Pasquale's Angel di Paul J. McAuley
  - L'ultimo viaggio di Dio (Towing Jehovah) di James Morrow
  - Alien Influences di Kristine Kathryn Rusch
- 1996: Fairyland di Paul J. McAuley[10]
  - Il piano clandestino (The Star Fraction) di Ken MacLeod
  - Happy Policeman di Patricia Anthony
  - L'incognita tempo (The Time Ships) di Stephen Baxter
  - The Prestige di Christopher Priest
  - L'era del diamante (The Diamond Age) di Neal Stephenson
- 1997: Il cromosoma Calcutta (The Calcutta Chromosome) di Amitav Ghosh[11]
  - Voyage di Stephen Baxter
  - Il sonno degli dei (Engines of God) di Jack McDevitt
  - Il blu du Marte (Blue Mars) di Kim Stanley Robinson
  - Gibbon's Decline and Fall di Sheri S. Tepper
  - Looking for the Mahdi di N. Lee Wood
- 1998: The Sparrow di Mary Doria Russell[12]
  - Titan di Stephen Baxter
  - Glimmering di Elizabeth Hand
  - Days di James Lovegrove
  - Nymphomation di Jeff Noon
  - The Family Tree di Sheri S. Tepper

- 1999: Dreaming in Smoke di Tricia Sullivan[13]
  - Earth Made of Glass di John Barnes
  - Time On My Hands di Peter Delacorte
  - La divisione Cassini (The Cassini Division) di Ken MacLeod
  - The Extremes di Christopher Priest
  - Cavalcade di Alison Sinclair

### Anni 2000-2009
- 2000: Caos USA (Distraction) di Bruce Sterling[14]
  - Time di Stephen Baxter
  - The Bones of Time di Kathleen Ann Goonan
  - Silver Screen di Justina Robson
  - Cryptonomicon di Neal Stephenson
  - Quando la luce tornerà (A Deepness in the Sky) di Vernor Vinge
- 2001: Perdido Street Station di China Miéville[15]
  - La parabola dei talenti (Parable of the Talents) di Octavia E. Butler
  - Ash. Una storia segreta (Ash: A Secret History) di Mary Gentle
  - La fortezza dei cosmonauti (Cosmonaut Keep) di Ken MacLeod
  - Rivelazione (Revelation Space) di Alastair Reynolds
  - Salt di Adam Roberts
- 2002: Bold as Love di Gwyneth Jones[16]
  - Pashazade di Jon Courtenay Grimwood
  - Fallen Dragon di Peter F. Hamilton
  - The Secret of Life di Paul J. McAuley
  - Mappa Mundi di Justina Robson
  - Passage di Connie Willis
- 2003: The Separation di Christopher Priest[17]
  - Kil'n People di David Brin
  - Luce dell'universo (Light) di M. John Harrison
  - La città delle navi (The Scar) di China Miéville
  - La velocità del buio (Speed of Dark) di Elizabeth Moon
  - Gli anni del riso e del sale (The Years of Rice and Salt) di Kim Stanley Robinson
- 2004: Argento vivo (Quicksilver) di Neal Stephenson[18]
  - Coalescent di Stephen Baxter
  - I figli di Erode (Darwin's Children) di Greg Bear
  - L'accademia dei sogni (Pattern Recognition) di William Gibson
  - Midnight Lamp di Gwyneth Jones
  - Maul di Tricia Sullivan
- 2005: Il treno degli dèi (Iron Council) di China Miéville[19]
  - Il fiume degli dei (River of Gods) di Ian McDonald
  - L'atlante delle nuvole (Cloud Atlas) di David Mitchell
  - Business (Market Forces) di Richard Morgan
  - La moglie dell'uomo che viaggiava nel tempo (The Time Traveler's Wife) di Audrey Niffenegger
  - The System of the World di Neal Stephenson
- 2006: Air di Geoff Ryman[20]
  - Non lasciarmi (Never Let Me Go) di Kazuo Ishiguro
  - Learning the World di Ken MacLeod
  - Pushing Ice di Alastair Reynolds
  - Accelerando di Charles Stross
  - Banner of Souls di Liz Williams
- 2007: Nova Swing di M. John Harrison[21]
  - End of the World Blues di Jon Courtenay Grimwood
  - Oh Pure and Radiant Heart di Lydia Millet
  - Hav di Jan Morris
  - Gradisil di Adam Roberts
  - Streaking di Brian Stableford
- 2008: Black Man di Richard Morgan[22]
  - The Red Men di Matthew de Abaitua
  - The H-Bomb Girl di Stephen Baxter
  - The Carhullan Army di Sarah Hall
  - The Raw Shark Texts di Steven Hall
  - The Execution Channel di Ken MacLeod
- 2009: Song of Time di Ian R. MacLeod[23]
  - The Quiet War di Paul J. McAuley
  - House of Suns di Alastair Reynolds
  - Anathem di Neal Stephenson
  - The Margarets di Sheri S. Tepper
  - Martin Martin's on the Other Side di Mark Wernham

### Anni 2010–2019
- 2010: La città e la città (The City & The City) di China Miéville[24]
  - Spirit di Gwyneth Jones
  - Yellow Blue Tibia di Adam Roberts
  - Galileo's Dream di Kim Stanley Robinson
  - Far North di Marcel Theroux
  - Retribution Falls di Chris Wooding
- 2011: Zoo City di Lauren Beukes[25]
  - The Dervish House di Ian McDonald
  - Monsters of Men di Patrick Ness
  - Generosity di Richard Powers
  - Declare di Tim Powers
  - Lightborn di Tricia Sullivan
- 2012: The Testament of Jessie Lamb di Jane Rogers[26]
  - Hull Zero Three di Greg Bear
  - The End Specialist di Drew Magary
  - Embassytown di China Miéville
  - The Waters Rising di Sheri S. Tepper
  - Rule 34 di Charles Stross
- 2013:  Dark Eden di Chris Beckett[27]
  - Nod di Adrian Barnes
  - Angelmaker di Nick Harkaway
  - The Dog Star di Peter Heller
  - Intrusion di Ken MacLeod
  - 2132 di Kim Stanley Robinson
- 2014: Ancillary Justice di Ann Leckie[28]
  - God's War di Kameron Hurley
  - The Disestablishment of Paradise di Phillip Mann
  - Nexus di Ramez Naam
  - The Adjacent di Christopher Priest
  - The Machine di James Smythe
- 2015: Stazione undici (Station Eleven) di Emily St. John Mandel[29]
  - The Girl With All The Gifts di M.R. Carey
  - Il libro delle cose nuove e strane (The Book Of Strange New Things) di Michel Faber
  - Europe In Autumn di Dave Hutchinson
  - Memory Of Water di Emmi Itäranta
  - Le prime quindici vite di Harry August (The First Fifteen Lives of Harry August) di Claire North
- 2016: I figli del tempo (Children of Time) di Adrian Tchaikovsky[30]
  - The Long Way to a Small Angry Planet di Becky Chambers
  - Europe at Midnight di Dave Hutchinson
  - The Book of Phoenix di Nnedi Okorafor
  - Arcadia di Iain Pears
  - Way Down Dark di J.P. Smythe
- 2017: La ferrovia sotterranea (The Underground Railroad) di Colson Whitehead[31]
  - L'orbita ordinaria di Becky Chambers
  - Ninefox Gambit di  Yoon Ha Lee
  - After Atlas di Emma Newman
  - Occupy Me di  Tricia Sullivan
  - Central Station di Lavie Tidhar
- 2018: Dreams Before the Start of Time di Anne Charnock[32]
  - American War di Omar El Akkad
  - Borne di Jeff VanderMeer
  - Gather the Daughters di Jennie Melemed
  - Sea of Rust di C. Robert Cargill
  - Spaceman of Bohemia di Jaroslav Kalfar
- 2019: Rosewater di Tade Thompson[33]
  - Semiosis di Sue Burke
  - Revenant Gun di Yoon Ha Lee
  - Frankenstein a Baghdad (Frankenstein in Baghdad) di Ahmed Saadawi
  - The Electric State di Simon Stålenhag
  - The Loosening Skin di Aliya Whiteley

### Anni 2020–2029
- 2020: Capelli, lacrime e zanzare (The Old Drift) di Namwali Serpell[34]
  - Cage of Souls di Adrian Tchaikovsky
  - The City in the Middle of the Night di Charlie Jane Anders
  - The Last Astronaut di David Wellington
  - The Light Brigade di Kameron Hurley
  - A Memory Called Empire di Arkady Martine
- 2021: L'anno dell'influenza animale (The Animals in That Country) di Laura Jean McKay[35]
  - The Infinite di Patience Agbabi
  - The Vanished Birds di Simon Jimenez
  - Vagabonds di Hao Jingfang
  - Edge of Heaven di R. B. Kelly
  - Chilling Effect di Valerie Valdes
- 2022: Deep Wheel Orcadia di Harry Josephine Giles[36]
  - A Desolation Called Peace di Arkady Martine
  - Klara e il Sole (Klara and the Sun) di Kazuo Ishiguro
  - A River Called Time di Courttia Newland
  - Skyward Inn di Aliya Whiteley
  - Wergen: The Alien Love War di Mercurio D. Rivera
- 2023: Venomous Lumpsucker di Ned Beauman[37]
  - The Coral Bones di E. J. Swift
  - Metronome  di Tom Watson
  - L'anomailia  (L'Anomalie) di Hervé Le Tellier
  - The Red Scholar’s Wake di Aliette de Bodard
  - Plutoshine di Lucy Kissick
- 2024: Ascensione (In Ascension) di Martin MacInnes[38]
  - Catene di Gloria (Chain-Gang All-Stars) di Nana Kwame Adjei-Brenyah
  - The Ten Percent Thief  di Lavanya Lakshminarayan
  - The Mountain in the Sea di Ray Nayler
  - Some Desperate Glory di Emily Tesh
  - Corey Fah Does Social Mobility di Isabel Waidner
- 2025: Annie Bot di Sierra Greer[39]
  - Extremophile di Ian Green
  - Il ministero del tempo  (The Ministry of Time) di Kaliane Bradley
  - Private Rites di Julia Armfield
  - Service Model di Adrian Tchaikovsky
  - Thirteen Ways to Kill Lulabelle Rock di Maud Woolf